# Võ Đình Tân
Võ Đình Tân (sinh ngày 4 tháng 10 năm 1967) là một huấn luyện viên và cựu cầu thủ bóng đá người Việt Nam. Hiện nay, ông đang dẫn dắt câu lạc bộ Khánh Hoà thi đấu tại V.League 2. Ông là người có công lớn khi đưa đội bóng Sanna Khánh Hoà lên thi đấu ở sân chơi chuyên nghiệp sau khi đội Khatoco Khánh Hòa giải thể vào cuối năm 2012.

## Tiểu sử
Võ Đình Tân từng là một trong những hậu vệ thép của bóng đá Khánh Hòa. Ông bắt đầu thi đấu cho đội bóng Phú Khánh vào đầu những năm 80 và được đưa lên đội một vào năm 1987. Sau khi giải nghệ vào năm 2001, ông tiếp tục tham gia vào công tác đào tạo trẻ và huấn luyện các lứa U-11, U-13, U-21 Khatoco Khánh Hoà, với thành công lớn nhất là giúp đội Sanna Khánh Hoà hai năm thăng hai hạng và thi đấu ở giải Vô địch Quốc gia từ năm 2015. Ông đã cùng đội bóng giành hạng ba chung cuộc tại V.League 2018 trước khi xuống hạng Nhất ngay mùa giải sau đó, và cuối cùng giành chức vô địch hạng Nhất cùng suất thăng hạng duy nhất lên V.League 1 vào năm 2022.
Vào ngày 12 tháng 12 năm 2023, ông đã chính thức tuyên bố từ chức huấn luyện viên trưởng của câu lạc bộ Khánh Hòa do thành tích không tốt; đội bóng sau đó đã phải xuống hạng vào cuối mùa giải 2023–24. Tuy nhiên, ngay trước thềm mùa giải hạng Nhất 2024–25, ông đã nhận lời quay trở lại dẫn dắt câu lạc bộ.